# Епархия Ясикана
 Епархия Ясикана (лат. Dioecesis Iasikanensis) — епархия Римско-Католической Церкви c центром в городе Ясикан, Гана. Епархия Ясикана входит в архиепархию Аккры.

## История
19 декабря 1994 года Римский папа Иоанн Павел II издал буллу «Progrediens», которой учредил епархию Ясикана, выделив её из епархии Кета-Хо (сегодня — Кета-Акатси).

## Ординарии епархии
- епископ Gabriel Akwasi Abiabo Mante (19.12.1994 — по настоящее время).

## Источник
- Annuario Pontificio, Libreria Editrice Vaticana, Città del Vaticano, 2003, ISBN 88-209-7422-3
- Булла Progrediens  (лат.)